# Ernest de Wittelsbach
Ernest de Wittelsbach o de Baviera-Múnic (alemany: Ernst, Herzog von Bayern-München), (Múnic, 1373 - 2 de juliol de 1438), fou des de 1397 duc de Baviera-Múnic.

## Biografia
Ernest era fill de Joan II i va governar el ducat de Baviera-Múnic juntament amb el seu germà Guillem III.
Va contenir aixecaments dels ciutadans de Múnic el 1396 i 1410 i va obligar el seu oncle Esteve III a limitar el seu regnat a Baviera-Ingolstadt el 1402. Després Ernest encara va lluitar diverses vegades amb èxit contra els ducs de Baviera-Ingolstadt, el mateix Esteve III i el seu fill Lluís VII el Barbut com aliat d'Enric XVI de Baviera-Landshut. Va ser membre de la Societat dels Pericos (1414) i de la Lliga de Constança (1415).
Després de l'extinció dels ducs Wittelsbach de Baviera-Straubing, comtes d'Holanda, Zelanda i Hainaut, Ernest i el seu germà Guillem van lluitar amb Enric IV de Baviera-Landshut i Lluís VII de Baviera-Ingolstadt, i finalment va rebre la meitat de Baviera-Straubing incloent la ciutat de Straubing el 1429.
Com aliat de la casa de Luxemburg, Ernest va fer costat al seu deposat cunyat Venceslau llei contra el nou rei Rupert o Robert d'Alemanya de la branca més antiga de la seva pròpia dinastia Wittelsbach, així com a Segimon, germà de Venceslau, en les seves guerres contra els partidaris de Jan Hus. Això va portar la devastació al nord de Baviera fins a 1434.
Quan el seu fill Albert III es va casar en secret amb la criada Agnès Bernauer el 1432, Ernest va ordenar assassinar-la. Va ser acusada de bruixeria i llançada al riu Danubi on es va ofegar. La guerra civil amb el seu fill finalment va acabar amb una reconciliació.
Va morir el 1438. Està enterrat a l'Església de la Mare de Déu de Múnic.

## Matrimoni i fills
Es va casar a Pfaffenhofen el 26 de gener de 1395 amb Elisabetta Visconti, filla de Bernabé Visconti i va tenir els següents fills:
- Albert III, duc de Baviera (Múnic, 23 de març de 1401 - 29 de febrer de 1460).
- Beatriu (vers 1403-Neumarkt 12 de març de 1447), casada dues vegades:
  - el 1424 a Ortenburg amb el comte Herman III de Cilli;
  - el 1428 a Riedenburg amb el comte palatí Joan de Neumarkt.
- Elisabet (vers 1406 - Heidelberg 5 de març de 1468), casada dues vegades:
  - 1430 a Magúncia amb Adolf, duc de Jülich-Berg;
  - 1440 a Worms amb el comte Hessó de Leiningen.
- Amàlia (1408-1432), monja al monestir de Santa Clara a Múnic.

També va tenir almenys tres fills il·legítims.